# Hiszpański podbój Ameryki

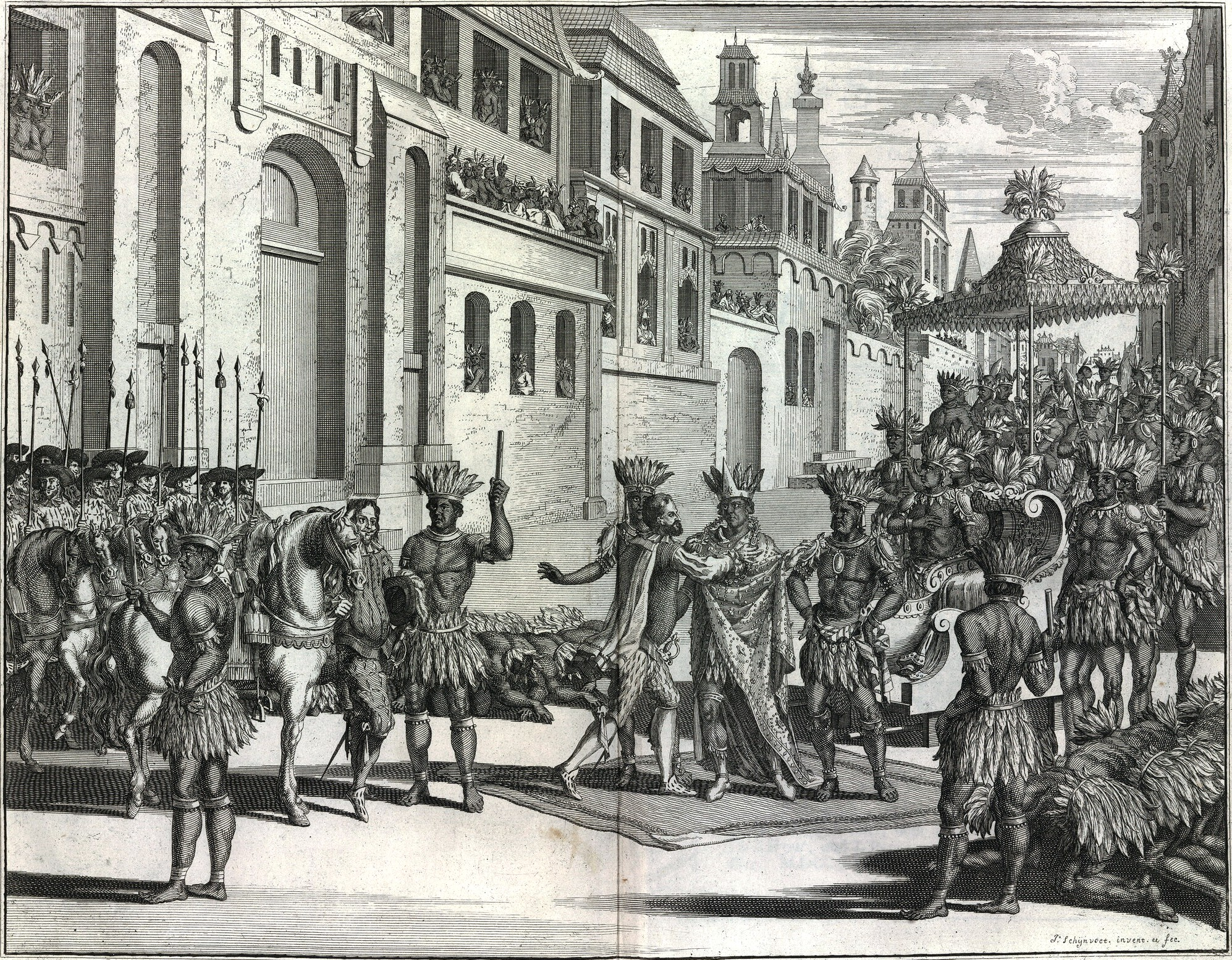
Hiszpańska kolonizacja w Meksyku

Hiszpański podbój Ameryki – podbój większości Ameryki Środkowej i Południowej, dokonany został przez Hiszpanów w pierwszej połowie XVI wieku, jednakże walki Hiszpanów, a potem także ich spadkobierców trwały jeszcze stulecia. Hiszpański podbój Ameryki to część konkwisty. Hiszpanie podbili m.in. ziemie Azteków i Inków.

## Historia konkwisty
Podbój prowadzili przedsiębiorczy i ambitni konkwistadorzy hiszpańscy, kierujący niewielkimi, lecz dobrze wyposażonymi i zaprawionymi w bojach oddziałami żołnierzy-awanturników, żądnych łupów i przygód. Często byli nimi przestępcy, zwalniani specjalnie z więzień na dalekie i nader ryzykowne wyprawy kolonialne. Wielu rycerzy było ogarniętych zapałem religijnym i jechało do nowo odkrytej Ameryki, by wziąć udział w nawracaniu nowych dusz na wiarę chrześcijańską.
Organizacją i finansowaniem większych wypraw zajmowała się początkowo korona hiszpańska lub pełnomocnicy królewscy. Z czasem organizacją wypraw zajęli się też bogatsi szlachcice.
U podstaw konkwisty i zapału osadniczego w Nowym Świecie leży przede wszystkim zakończenie rekonkwisty na Półwyspie Iberyjskim. Zakończenie walk i zdobycie Grenady w 1492 pozostawiło po sobie ogromną (około 7% populacji całej Hiszpanii) klasę szlachty zaściankowej, która przez pokolenia zajmowała się głównie wojną. Między innymi należeli do niej Hernán Cortés i Francisco Pizarro. Pierwszy, z oddziałem 500 żołnierzy, podbił i opanował w latach 1519–24 terytorium państwa Azteków, leżące w Meksyku, w Ameryce Środkowej. Drugi w latach 1531–36 ujarzmił imperium Inków w Peru i Chile w Ameryce Południowej. W obu przypadkach nieliczni lecz zdeterminowani konkwistadorzy odnieśli sukces, choć cywilizacje Azteków i Inków w momencie odkrycia przez Hiszpanów kontynentu amerykańskiego znajdowały się na wysokim poziomie rozwoju. Ich przedstawiciele używali narzędzi kamiennych. Wytwarzali ozdoby z brązu i złota, budowali kamienne piramidy, świątynie, pałace, drogi. Oba ludy zbudowały imperia dzięki podbojom i zniewoleniu innych plemion.
Obaj hiszpańscy konkwistadorzy działali bezwzględnie i okrutnie, nie gardząc intrygą i podstępem. Podbijane wielkie, milionowe społeczeństwa Azteków i Inków padły ponadto, w dużej mierze, ofiarą swych własnych religii, gdyż początkowo Indianie uważali białych najeźdźców za wysłańców bogów. Legenda aztecka mówiła np., że pewnego dnia biały i brodaty bóg (Quetzalcoatl) powróci na statku do swego ludu. Konkwistador Hernán Cortés, który pojawił się w państwie Azteków, właśnie tak wyglądał, więc jego władca Montezuma II, powitał go z szacunkiem. Obdarował Cortésa darami ze złota, jadeitu i piór quetzala, by nakłonić go do opuszczenia Meksyku, co tylko podsyciło chciwość Hiszpanów.
Wielki strach wywoływał też widok nieznanych tubylczym ludom Ameryki koni, muszkietów oraz armat, używanych przez Hiszpanów. Hiszpanie dysponowali stalowymi rapierami, hełmami i pancerzami. Diametralnie różniły się strategia i taktyka walki, zwłaszcza Hiszpanów i Azteków. Aztekowie walczyli głównie w celu zdobycia jeńców, a nie wyniszczenia wrogów. Ponadto oba imperia nie były jednorodne. Uciskane przez władców rozliczne plemiona chciały widzieć w potężnych przybyszach swych wybawców i obrońców przed uciskiem we własnych państwach. Indianie sprzymierzali się więc często z konkwistadorami, którzy zaciągali ich do swych oddziałów. Stąd też twierdzenie, jakoby podbój Meksyku i Peru dokonały się wyłącznie rękami garstki Hiszpanów jest błędne, gdyż w większości bitew, obok konkwistadorów uczestniczyły też tysiące ich indiańskich sojuszników.
Dodatkowo imperium Inków, przed najazdem oddziału Francisco Pizarro, było bardzo osłabione wcześniejszą wojną domową. Pizarro wykorzystał tę sytuację i zaprosił zwycięskiego władcę Atahualpę wraz z gronem 5 tys. szlachty indiańskiej. Przybyli oni bez broni, zaś w czasie uczty zostali podstępnie napadnięci i wymordowani przez żołnierzy hiszpańskich. Z rzezi oszczędzono i wzięto do niewoli tylko samego władcę. Obiecano mu wolność w zamian za duży okup. Faktycznie Hiszpanie otrzymali 6 ton złota i 12 ton srebra, lecz mimo to Atahualpa został skazany na śmierć przez spalenie na stosie. Według wierzeń Inków spalenie ciała było równoznaczne z zabiciem również duszy. Hiszpanie zgodzili się więc na zamianę wyroku śmierci na uduszenie, wszakże pod warunkiem wcześniejszego przejścia skazańca na chrześcijaństwo. Tak też się stało. Ciało Atahualpy zostało w nocy potajemnie wykopane z grobu przez wiernych Indian i ukryte. Po śmierci władcy Inków, jego dwie armie się rozpierzchły, a niewielki oddział niepiśmiennego Pizarro opanował w ciągu kilku lat całe imperium Inków.
Hiszpanie rychło zorganizowali w obu Amerykach wielkie kopalnie złota i srebra oraz plantacje uprawy kukurydzy, trzciny cukrowej, kakao i bawełny, na których zmuszali Indian do ciężkiej pracy. Wstępne nadużycia konkwistadorów w systemie sprawowania władzy i całkowity brak odporności na choroby zakaźne, przywleczone z Europy spowodowały olbrzymią śmiertelność wśród tubylczej indiańskiej ludności. Szacuje się, że w latach 1500–1548 jej liczebność zmniejszyła się od 50 do 90 procent.

## Ewangelizacja
U boku konkwistadorów udawali się do Ameryki księża i zakonnicy katoliccy, celem szerzenia wiary chrześcijańskiej wśród tubylców. Największą aktywność przejawiały zakony franciszkański i dominikański w Meksyku, a w okresie późniejszym także jezuicki w Ameryce Południowej i na wschodzie Ameryki Północnej. Wiara katolicka stanowiła dla części Indian, padających np. w państwie Azteków ofiarą krwawych rytuałów, swoiste wyzwolenie, więc wielu z nich z własnej woli przyjmowało chrzest. Narzucenie wiary katolickiej wiązało się z zaprzestaniem składania ludzi w ofierze dla dawnych bogów oraz spaleniem wszystkich znalezionych ksiąg Azteków i Majów, co spowodowało zatarcie pamięci historycznej tych ludów.

## Kwestia ucisku Indian
W początku XVI wieku ojciec Bartolome de las Casas napisał pracę „Krótka relacja o wyniszczeniu Indian”, która została przedstawiona królowi i królowej Hiszpanii Ferdynandowi i Izabelli. Po otrzymaniu tej pracy król i królowa wzięli pod protekcję Korony Hiszpańskiej wszystkich Indian z zajętych terenów, tereny te otrzymały status równy ziemiom hiszpańskim, zaś Indianie stali się pełnoprawnymi obywatelami hiszpańskimi. W roku 1516 Ojciec Bartolome został mianowany przez Karola V „Oficjalnym Protektorem Wszystkich Indian” i otrzymał zadanie od korony aby zakończył ucisk Indian w Ameryce. Ojciec Bartolome opracował formułę „Nowych Praw” które łączyły prawa Korony Hiszpańskiej i prawa regionalne. Od drugiej połowy XVI wieku prześladowania Indian w hiszpańskiej części Ameryki Południowej znacząco zostały obniżone, aż w początku XVII wieku praktycznie już przestały mieć miejsce. Powrót do prześladowania Indian miało miejsce w czasie wojen napoleońskich, kiedy to kolonie hiszpańskie oderwały się od Korony a rewolucyjne myśli ery oświecenia uznawały jedność państwową.
Oskarżenia w kierunku Korony Hiszpańskiej i Stolicy Apostolskiej o wyniszczenia języków i kultur ludów ameryki przedkolumbijskiej są niesłuszne. Historyk Arnold Toynbee (niekatolik) zajął się tym tematem i dotarł do źródeł, z których jasno wynika, że misjonarze zamiast zmuszać tubylców do nauki hiszpańskiego lub wyrzekania się swych tradycji sami uczyli się rdzennych języków i tradycji. Tradycje które wzbudzały wstręt u misjonarzy (np. zakaz mieszanych małżeństw na terenie dawnego państwa Inków) zostały zlikwidowane. Misjonarze stworzyli gramatykę, składnię i transkrypcję języków quechua, nahuatl, guarani, tarasque i wiele innych. W roku 1596 w uniwersytecie w Limie powołano katedrę języka quechua. W tym samym roku Rada do spraw Indian poprosiła Filipa II o pozwolenie na przymus nauki hiszpańskiego. Król powiedział „Nie wydaje  się odpowiednie zmuszanie ich do porzucenia swego języka: można natomiast wyznaczyć nauczycieli dla tych, którzy dobrowolnie chcieliby nauczyć się naszego języka. Profesor Salvador Gregorio zauważył, że ta odpowiedź była równoznaczna z odrzuceniem przez Koronę uniformizacji językowej imperium.
.
Izabela I Kastylijska wyraziła swoją troskę o dobre traktowanie Indian w kodycylu:

Naszą główną intencją było, aby na przyznanych nam wyspach i lądach zamorskich, zarówno tych już odkrytych, jak i tych, które dopiero zostaną odkryte, wprowadzić naszą wiarę katolicką, wysyłając na te ziemie duchownych oraz inne mądre i bogobojne osoby, by gorliwie uczyli ich mieszkańców wiary i dobrych obyczajów; dlatego bardzo serdecznie proszę mojego Króla i Pana oraz nakazuję to mojej córce, księżniczce i jej mężowi, księciu, żeby ze wszystkich sił postępowali tak, aby nie dopuścić, by mieszkańcom wymienionych ziem oraz ziem, które w przyszłości zostaną zdobyte, działa się jakakolwiek krzywda osobista lub materialna. Czyńcie to, co konieczne, aby byli traktowani sprawiedliwie i humanitarnie, a jeśliby zostali w czymś skrzywdzeni, niech to zostanie naprawione.

Vittorio Messori o hiszpańskich podbojach i ucisku Indian napisał następująco:

Często ukrywa się fakt, że niewiarygodne zwycięstwa garstki Hiszpanów nad tysiącami wojowników nie zależały ani od arkabuzów, ani od niewielu armat (które zresztą w większości były nieużyteczne, ponieważ tamtejszy wilgotny klimat neutralizował proch), ani od koni, które w dżungli nie odgrywały większej roli. Wspomniane triumfy dokonały się przede wszystkim dzięki pomocy tubylców uciskanych przez Inków i Azteków. Dlatego w wielu miejscach Hiszpanie witani byli nie jako najeźdźcy, lecz oswobodziciele. Może teraz oświeceni historycy zdołają nam wytłumaczyć, jak było możliwe, że w ciągu trzech wieków hiszpańskiej dominacji nie wybuchały powstania przeciwko nowym władcom, chociaż ich liczba była bardzo ograniczona i najmniejsze powstanie mogło znieść ich z kontynentu.

A kalwiński historyk Pierre Chaunu uważał, że zbrodnie Hiszpanów zostały wyolbrzymione przez Amerykanów z Północy:

Legenda antyhiszpańska w swej północnoamerykańskiej wersji (w europejskiej odnosi się przede wszystkim do inkwizycji) pełniła rolę wygodnego wentyla bezpieczeństwa. Domniemana masakra Indian, dokonana przez Hiszpanów w XVI wieku, miała ukryć rzeź dokonaną przez Amerykanów z Północy na zachodniej granicy w wieku XIX. Protestancka Ameryka, zdołała uwolnić się od odpowiedzialności za swoją zbrodnię.